# Kusthöjden
Kusthöjden är ett område i Härnösand som tidigare hyste Norrlandskustens marinkommando (MKN) och Härnösands kustartilleriregemente (KA 5). Idag (2018) finns här endast en mindre militär närvaro kvar. Det är dels Försvarsmaktens telekommunikations- och informationssystemförband och Västernorrlandsgruppen, samt delar av Försvarsmaktens logistik. Övriga delar av Kusthöjden utgörs av en företagsby.